# Ђура Паунковић
Ђура Паунковић (Вршац, 8/20. август 1877 — Беч, 17. август 1938) је као економско-финансијски стручњак био члан и високи функционер више привредних, финансијских и културних установа у Краљевини Југославији. У јавном раду се посебно истакао у соколском покрету, залажући се за уједињење јужнословенских соколских друштава. Био је заменик старешине Сокола Краљевине Југославије и учествовао је у оснивању Савеза словенског соколства. Сенатор Краљевине Југославије.

## Биографија
Рођен је у Вршцу 8/20. август 1877. од мајке Малвине, рођене Волић и оца Ђуре, бившег намесника Министарства грађевина Краљевине Србије.
Основну школу је учио у Вршцу, а гимназију у Београду, Крагујевцу и Крушевцу, где је матурирао 1896. Потом је студирао у Цириху, па у Берлину, где је дипломирао 1900. године на педагошко-психолошкој групи Филозофског факултета.
Након студија је, избегавајући режим Александра Обреновића потражио службу у Русији. Запослио се као наставник на војној академији у Орелу. Већ наредне 1901. године почео је да ради за приватно Осигуравајуће друштво Роси у Петровграду. Исто друштво га је 1909. поставило за директора представништва за Балкан у Београду.
У млађим данима био је убеђени демократа и налазио се у групи окупљеној око „Дневног листа”. Сарађивао је са Јованом Скерлићем, Божидаром Марковићем, Миланом Гролом, Миланом Милојевићем, Душаном Протићем и другим интелектуалцима, који су се бавили новинарством.
У време Балканских ратова вршио је дужност секретара санитетског одељења за приватну помоћ при Министарству војном. Током Првог светског рата најпре је био командант заробљених официра, а након Албанске голготе, био је делегат Српске владе при Црвеном крсту у Женеви, где је заступао српску владу до краја рата. Преко Црвеног крста и других хуманитарних организација је организовао слање помоћи српским заробљеницима по логорима у Аустроугаској, Немачкој, Турској и Бугарској.
Осигуравајуће друштво у коме је радио је 1921. преименовано у „Роси-Фонси”, а он је постављен за генералног директора и члана управе друштва.
Радећи у осигурању стекао је велико искуство на економско-финансијском пољу, због чега је, обављао и низ јавних функција, члан и високи функционер и многих других привредних и финансијских установа. Постављен је за председника Савеза осигуравајућих друштава у Краљевини Југославији и на тој функцији је остао до смрти.
Био је члан Привредног савета при Министарству трговине и индустрије, до његовог укидања, члан већа и председник газдинског одсека Трговинске коморе у Београду, потпредседник Бродоградилишта „Сплит” а. д. у Сплиту, члан надзорног одбора Извозне банке, оснивач и члан управе Кола јахача „Кнез Михаило”.
Био је члан и функционер и у многим културним и националним установама.

### Соколски радник
У јавном животу посебно се истакао као соколски радник. Још по повратку у Србију 1909, постао је члан, а већ наредне године и заменик старешине Друштва „Душан Силни”, док је старешина био Стеван Тодоровић. Ово друштво је претходило Соколском друштву, односно његовој матици у Београду. Затим је 1911. изабран и за старешину и на тој функцији се налазио све до 1919.
У Соколском савезу, његова највећа заслуга је управо у уједињењу племенских у заједнички Југословенски соколски савез. Предлог о уједињењу је, као представник Савеза српских соколских друштава „Душан Силни” изнео 18. јуна 1914. године, на тајној седници у Загребу. По том предлогу циљеви савеза су били неговање гимнастике по соколском систему, културно зближавање Јужних Словена, одржавање заједничких течајева и слетова, издавање соколског листа, материјална и морална помоћ појединим члановима, док су одлуке о управи и седишту савеза накнадно требало да се договоре.
Предлог је једногласно усвојен и истовремено је одлучено да се први заједнички слет одржи на Видовдан, 10 дана касније, у Љубљани. Истовремно је требало да се одржи и оснивачка скупштина савеза. Намера им је била да се предлог о уједињењу изнесе и Бугарима, који би учествовали на слету, а скупштином би председавао чехословачки соколски старешина Јосип Шајнер. Наредни слет је требало да буде одржан 1916. у Београду.
Међутим, Аустроугарске власти су, вероватно знајући за њихове намере, забраниле долазак српских сокола на слет у Љубљани, па је због тога одлучено да се слет у Љубљани не одржи., а због Атентата у Сарајеву и ратни догађаји су одложиле остварење ове идеје.
Након Првог светског рата, 26. јануара 1919. поново је одржан састанак у Загребу, када је коначно дошло до уједињења соколских савеза Србије, Хрватске и Словеније у заједнички Савез сокола Срба, Хрвата и Словенац, на сабору у Новом Саду, на коме је Ђура Паунковић лично председавао. Тада је изабран за заменика старешине. Истом приликом је основана и Соколска жупа Београд, за чијег заменика је старешине такође постављен он, а након смрти Љубе Јовановића постао је старешина. Већ 1920. на скупштини у Марибору савез је добио име Југословенски соколски савез.
У то време имао је значајну улогу у Савезу словенског соколства, као представник југословенског соколства, учествовао у његовом оснивању у Варшави 1924. године.
Према новом закону 5. децембра 1929. створен је Савез сокола Краљевине Југославије, чије средиште је постао Београд.
Марта 1938. године именован је за сенатора. На X Свесоколском слету у Прагу је био вођа делегације сенатора из Краљевине Југославије.
Његов последњи јавни наступ је био 8. августа 1938. када је одржао говор на отварању просветне школе Савеза СКЈ године, коју сваке године одржава Просветни одбор.

### Одликовања
За свој национални и соколски рад добитник је домаћих и страних одликовања: Карађорђева звезда IV степена, Југословенска круна III, II и I степена са лентом, бугарским Орденом За грађанске заслуге I степена са лентом, чехословачким Ореденом Белог орла III степена, француским Орденом Легије части командирског реда.

### Смрт и сахрана
Боловао је од стомачних болести и након компликоване операције је преминуо 17. августа 1938, у санаторијуму Ауерберг у Бечу.
Пренос његових посмртних остатака из Беча у Београд и сахрана уз војне почасти, је обављена 21. августа на Новом гробљу, у организацији Савеза сокола Краљевине Југославије.